# Léo Hamon
Léo Hamon (Geburtsname: Lew Goldenberg; * 12. Januar 1908 in Paris; † 27. Oktober 1993 ebenda) war ein französischer Jurist, Hochschullehrer und Politiker der Volksrepublikanischen Bewegung MRP (Mouvement républicain populaire) und der Union zur Verteidigung der Republik UDR (Union pour la défense de la République), der unter anderem zwischen 1946 und 1958 Mitglied des Rates der Republik (Conseil de la République) sowie von 1968 bis 1969 Mitglied der Nationalversammlung (Assemblée nationale) war. Er fungierte im Kabinett Chaban-Delmas von 1969 bis 1972 erst als Regierungssprecher und zuletzt 1972 als Staatssekretär beim Premierminister für Beteiligungen und staatliche Interessen. Er verfasste zudem zahlreiche Fachbücher zu historischen, juristischen und politischen Themen.

## Leben

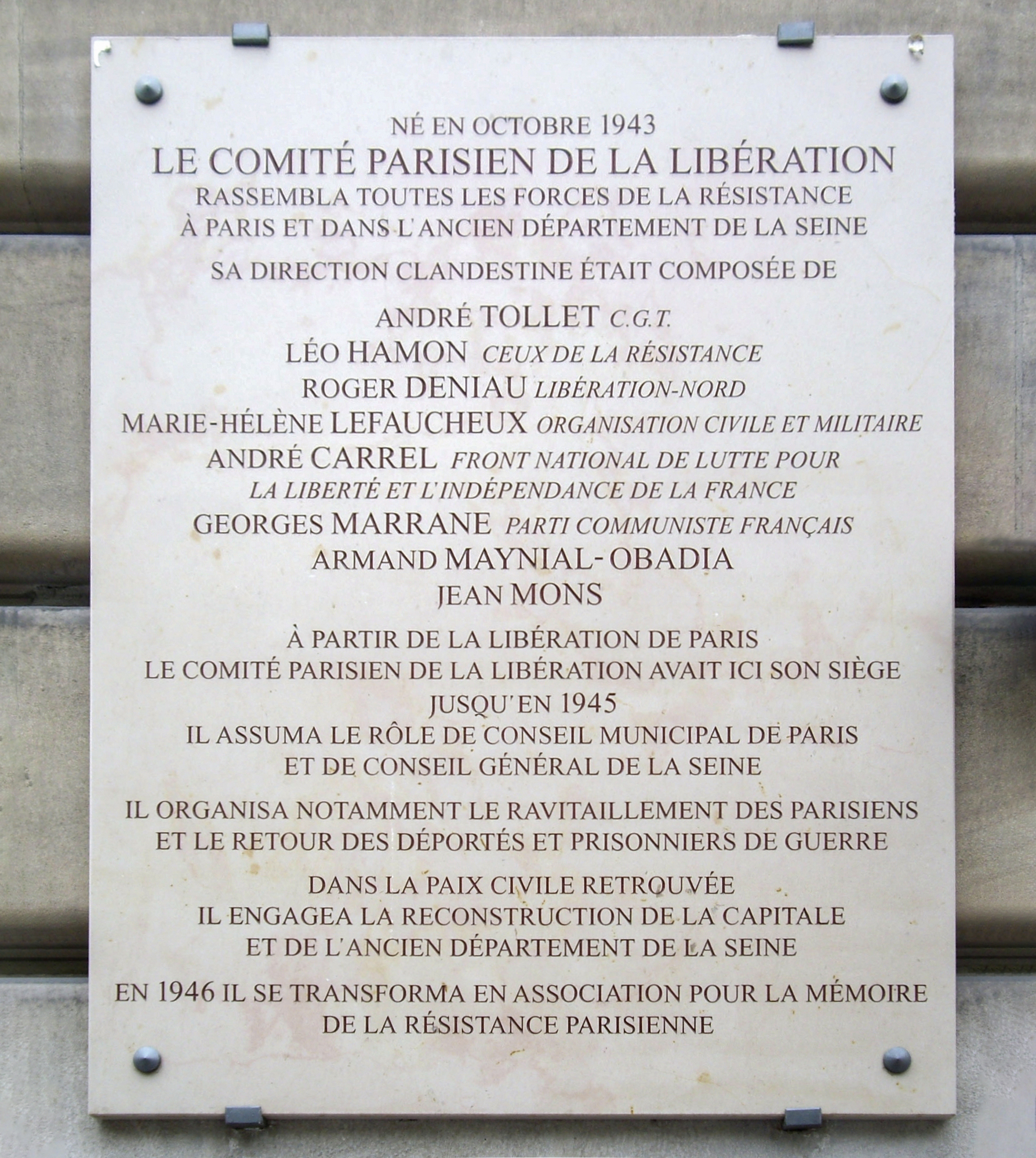
Erinnerungstafel des Befreiungskomitees von Paris in der Rue du Château-d’Eau.

Der als Lew Goldenberg Geborene stammte aus einer aus Russland eingewanderten jüdischen Arztfamilie und begann nach dem Abitur (Baccalauréat) an der École Alsacienne ein Studium an der Fakultät für Rechtswissenschaften und der Fakultät für Geisteswissenschaften der Sorbonne, der Universität von Paris. Nachdem er das Studium mit einer Licence de lettres abgeschlossen und 1930 seine anwaltliche Zulassung erhalten hatte, erhielt er 1930 seine Zulassung als Rechtsanwalt am Pariser Berufungsgericht (Cour d’appel de Paris) und war dort bis 1969 tätig. 1932 erwarb er einen Doktor der Rechte (Doctorat en droit) mit der Dissertation „Le Conseil d’Etat, juge de fait“ über die sachrichterliche Arbeit des Staatsrates, die 1932 den Preis der Fakultät für Rechtswissenschaften für die beste Dissertation erhielt. Nach Beginn des Zweiten Weltkrieges wurde er 1939 als Unterleutnant (Sous-lieutenant) zum Militärdienst einberufen und begann sich während der Deutschen Besetzung Frankreichs im Zweiten Weltkrieg in der Widerstandsbewegung Résistance zu engagieren. Er arbeitete unter dem Tarnnamen „Léo Hamon“, den er nach Kriegsende annahm, in der Widerstandsorganisation CDLR (Ceux de la Résistance) und war nach der Befreiung von Paris im August 1944 Vizepräsident des Befreiungskomitees von Paris (Comité parisien de Libération).
Bei den Wahlen am 8. Dezember 1946 wurde Hamon für die Volksrepublikanische Bewegung MRP (Mouvement républicain populaire) Mitglied des Rates der Republik (Conseil de la République) und gehörte diesem nach seinen Wiederwahlen am 7. November 1948 und dem 18. Mai 1952 bis zum 8. Juni 1958 als Vertreter des Wahlkreises Seine an. Bei Gründung der Fünften Republik verzichtete er auf eine erneute Kandidatur bei der Wahl am 30. November 1958 und übernahm daraufhin 1959 eine Professur an der Fakultät für Rechts- und Sozialwissenschaften der Universität Dijon. Dort gründete er das Zentrum für politische Studien und Forschungen CERPO (Centre d’étude et de recherche politiques), von dem 1966 in Orléans und 1968 in Paris Niederlassungen entstanden. Bei der Parlamentswahl am 30. Juni 1968 wurde er für die Union zur Verteidigung der Republik UDR (Union pour la défense de la République) im vierten Wahlkreis von Essone zum Mitglied der Nationalversammlung (Assemblée nationale) als Nachfolger von Robert Vizet gewählt, der er vom 11. Juli 1968 bis zu seiner Ablösung durch Maurice Fraudeau am 23. Juli 1969 angehörte. 1969 war er einer der Mitbegründer der neuen Abteilung für Politikwissenschaften an der Université Paris 1 Panthéon-Sorbonne.
Am 22. Juni 1969 wurde Léo Hamon als Regierungssprecher (Porte-parole du gouvernement) in das Kabinett Chaban-Delmas berufen und bekleidete dieses Amt bis zu seiner Ablösung durch Jean-Philippe Lecat am 14. Mai 1972. Daraufhin fungierte er vom 14. Mai bis zum 5. Juli 1972 noch als Staatssekretär beim Premierminister für Beteiligungen und staatliche Interessen (Secrétaire d’État auprès du Premier ministre, chargé de la participation et de l’intéressement) und gehörte damit zum engen Mitarbeiterstab von Premierminister Jacques Chaban-Delmas.
Seinen Tarnnamen „Hamon“ wählte er nach dem Jansenisten Saint Abée Hamon. 1926 heiratete er Suzanne Mongreville, sie hatten einen Sohn.

## Veröffentlichungen
- De Gaulle dans la République, („De Gaulle in der Republik“), 1958
- Les partis politiques africains, („Afrikanische politische Parteien“), 1961
- Les nouveaux comportements politiques de la classe ouvrière, („Die neuen politischen Verhaltensweisen der Arbeiterklasse“), 1962
- La personnalisation du pouvoir, („Die Personalisierung der Macht“), 1964
- Le Rôle extra-militaire de l’armée dans le Tiers-monde, („Die außermilitärische Rolle der Armee in der Dritten Welt“), 1966
- La Stratégie contre la guerre, („Die Strategie gegen den Krieg“), 1966
- La crise tchécoslovaque et les relations entre l’Est et l’Ouest, („Die tschechoslowakische Krise und die Beziehungen zwischen Ost und West“), 1968
- LÉlaboration de la politique étrangère, („Die Entwicklung der Außenpolitik“), 1969
- Cours de droit constitutionnel et d’institutions politiques („Kurs Verfassungsrecht und politische Institutionen“), 1969
- Acteurs et données de l’histoire, („Akteure und historische Daten“), 1970/1971
- La révision. La vraie fidélité, („Die Revision. Wahre Loyalität“), 1974
- Une république présidentielle? Institutions et vie politique de la France actuelle, („Eine Präsidialrepublik? Institutionen und politisches Leben im heutigen Frankreich“), 1975
- Socialisme et pluralités, („Sozialismus und Pluralität“), 1976
- Le sanctuaire désenclavé?, („Das Heiligtum wurde geöffnet?“), 1982
- Mort des dictatures?, („Tod der Diktaturen?“), 1982
- Les Cent-jours dans l’Yonne, („Die hundert Tage in der Yonne“), 1984
- Un siècle et demi d’histoire protestante, („Eineinhalb Jahrhunderte protestantische Geschichte“), 1985
- Les Opportunistes, („Die Opportunisten“), 1986
- Du jansénisme à la laïcité. Le jansénisme et les origines de la déchristianisation, („Vom Jansenismus zum Säkularismus. Jansenismus und die Ursprünge der Entchristianisierung“), 1987
- Les juges de la loi. Naissance et rôle d’un contre-pouvoir. Le Conseil constitutionnel, („Die Richter des Gesetzes. Entstehung und Rolle einer Gegenmacht. Der Verfassungsrat“), 1987
- André Philip, Mitautor, Mitautor Loïc Philip, 1988
- L’élection du chef de l’Etat en France de Hugues Capet à nos jours, („Die Wahl des Staatsoberhauptes in Frankreich von Hugues Capet bis heute“), 1988
- Lettre au Président de la République nouvellement élu, („Brief an den neu gewählten Präsidenten der Republik“), 1988
- Un siècle et demi d’histoire protestante. Théodore de Bèze et les protestants sujets du roi, („Eineinhalb Jahrhunderte protestantische Geschichte. Théodore de Bèze und die protestantischen Untertanen des Königs“), 1989
- La Révolution à travers un département, Yonne, („Die Revolution durch ein Departement, Yonne“), 1990
- Vivre ses choix, („Lebe deine Entscheidungen“), 1991
- Avant les premieres grandes rafles. Les juifs à Paris sous l’Occupation, juin 1940–avril 1941, („Vor den ersten großen Überfällen. Juden in Paris unter der Besatzung, Juni 1940–April 1941“), 1992
- Les républicains sous le Second Empire, („Die Republikaner im Zweiten Kaiserreich“), 1993

posthum
- Notes et chroniques sur le Conseil constitutionnel (1959–1969), („Notizen und Chroniken zum Verfassungsrat (1959–1969)“), 2021

in englischer Sprache
- Ten days in China, 1959

## Hintergrundliteratur
- Gérard Conac, Herbert Maisl, Jacques Vaudiaux: Itinéraires. Études en l’honneur de Léo Hamon, 1982
- Gilles Le Béguec, Émilia Robin, Nicolas Rousselier (Herausgeber): Léo Hamon (1908–1993), 2018